# シャルトル
シャルトル（フランス語: Chartres）は、フランスの中部に位置する都市で、ウール＝エ＝ロワール県の県庁所在地である。

## 概要

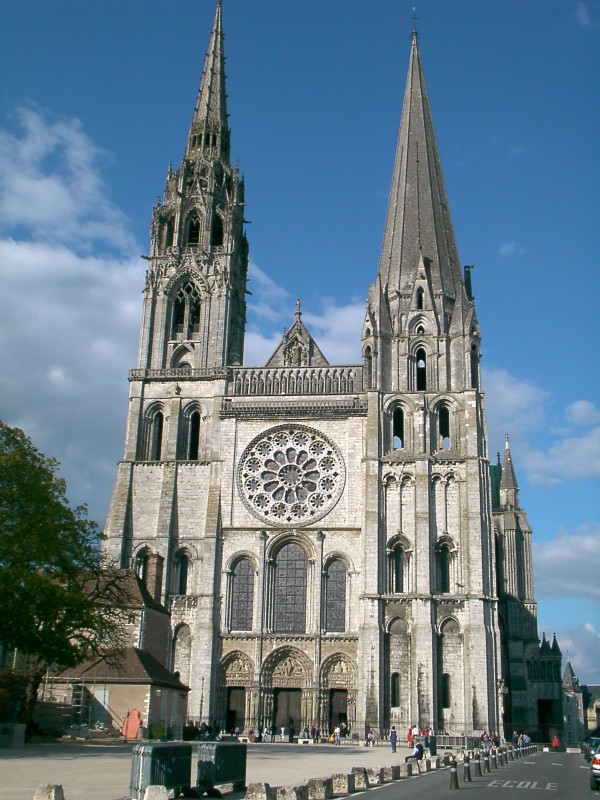
シャルトル大聖堂。左右の塔で建築様式が異なる

古くから司教座がおかれた古市であり、市中央部にあるノートルダム大聖堂（シャルトル大聖堂）はゴシック建築の傑作として知られる。左右の塔は建設された時代の違いにより異なった建築様式になっている。ファサードのバラ窓や、キリストの家系図を表した側廊のステンドグラス「エッサイの根」は、「シャルトルの青」といわれる青みのあるステンドグラスで、13世紀のステンドグラスの極点として知られる。アンリ4世は歴代の王のうち、唯一ランスではなくシャルトル大聖堂で戴冠式を挙げた。大聖堂は、1979年にユネスコの世界遺産に登録された。
シャルトル司教として著名な人物には、ソールズベリのジョンなどがいる。
パリから列車で約1時間の南西にある。人口は38,447人、シャルトル都市圏としては88,891人（2021年現在）。

## 産業
シャルトルは、付近の農産物の集散地である。他に主な産業は、機械産業、電子産業、製薬業である。

## 観光
- ノートルダム大聖堂（シャルトル大聖堂）
- 歴史地区
- ピカシェットの家 - 郊外の住宅街にある。もともと個人宅だったものを現在は一般公開している。一人住まいだった住人が住居の壁にことごとく色とりどりの皿の破片を貼りつくしたもの。単なる住居ではなく、小さな祠（シャペル）をはじめシャルトル大聖堂やモン・サン＝ミシェルなどの名だたる教会建築物の壁画、エルサレムの情景など、キリスト教的な題材が多く作られている。

## 姉妹都市
- エヴォラ、ポルトガル
- 桜井市、日本
- シュパイアー、ドイツ
- チチェスター、イギリス
- ベツレヘム、パレスチナ
- ラヴェンナ、イタリア